# Fryderyk Karol Moes
Fryderyk Karol Moes, także Friedrich Karl Moes (ur. 19 września 1808 w Monschau, zm. 29 sierpnia 1863 w Łodzi) – fabrykant związany ze Zgierzem i Łodzią.

## Życiorys
Rodzina Moesów przybyła do Zgierza około 1836, gdzie Fryderyk Moes kupił wraz z bratem Christianem Augustem fabrykę Jana Fryderyka Zacherta zakładając wspólną firmę. W krótkim okresie fabryka stała się największym przedsiębiorstwem włókienniczym w mieście. W 1839 przedsiębiorstwo w całości przejął Fryderyk. W 1842 założył w Zgierzu fabrykę obić papierowych, a w 1844 manufakturę sukienniczą. W 1850 założył przędzalnię bawełny w Łodzi na terenie podupadłej, pozostawionej przez Krystiana Wendischa przędzalni na Księżym Młynie, którą następnie odrestaurował. Moes produkował tam wysokiej jakości bawełnę i zatrudniał 85 pracowników, żywiołowy rozwój przedsiębiorstwa wyhamował w związku z tzw. głodem bawełnianym w 1861 i spowodowanym przez niego kryzysem. W 1863 fabryka Moesa spłonęła w pożarze, niedługo potem zmarł sam Fryderyk Moes. Wdowa po Fryderyku sprzedała jego fabrykę Teodorowi Krusche w 1865.

### Życie prywatne
Fryderyk Karol Moes był synem teologa i kupca Ernesta Wilhelma Moesa (1760–1840) oraz Marii Agnieszki z domu Vors (1784–1848), a także bratem Christiana Augusta Moesem (1810–1872).
W 1843 ożenił się z Julianną Klarą Amalią Helbing (1827–1901), para nie miała dzieci.
Został pochowany wraz z żoną na cmentarzu ewangelicko-augsburskim w Warszawie (aleja 55, rząd 1, miejsce 6).